# Groene paardenanemoon
De groene paardenanemoon (Actinia prasina) is een zeeanemonensoort uit de familie Actiniidae. Actinia prasina werd in 1860 voor het eerst wetenschappelijk beschreven door Philip Henry Gosse.